# Marcel Dubois
Marcel François Clément Gustave Dubois, ook bekend als Teddy (Gent, 27 augustus 1886 – aldaar, 19 februari 1955)  was een Belgische worstelaar, gewichtheffer en atleet. Hij nam eenmaal deel aan de tussenliggende Spelen en de Olympische Spelen. Hij veroverde een bronzen medaille op de tussenliggende Spelen. In de atletiek veroverde hij op twee nummers in totaal zeven Belgische titels.

## Biografie
Marcel Dubois nam  werd in 1906 deel aan de Tussenliggende Spelen. In het Grieks-Romeins worstelen veroverde hij de bronzen medaille bij de zwaargewichten. In het gewichtheffen werd hij zevende met één hand en achtste met twee handen. Twee jaar later werd hij op de Olympische Spelen in Londen uitgeschakeld in de kwartfinale van het Grieks-Romeins worstelen bij de halfzwaargewichten. Hij was aangesloten bij de Société Populaire Gymnastique de Gand.
In 1907 werd Dubois voor het eerst Belgisch kampioen in het polsstokhoogspringen. Tussen 1909 en 1913 veroverde hij vijf opeenvolgende titels in het kogelstoten. Ook in 1912 werd hij Belgisch kampioen in het polsstokspringen. Voor atletiek was hij  aangesloten bij AA Gent.

## Belgische kampioenschappen
| Onderdeel        | Jaar                         |
| ---------------- | ---------------------------- |
| polsstokspringen | 1907, 1912                   |
| kogelstoten      | 1909, 1910, 1911, 1912, 1913 |

## Persoonlijke records
| Onderdeel        | Prestatie | Datum        | Plaats |
| ---------------- | --------- | ------------ | ------ |
| polsstokspringen | 3,10 m    | 7 juli 1907  | Ukkel  |
| kogelstoten      | 12,14 m   | 25 juni 1911 | Ukkel  |

## Palmares

### Worstelen

#### Grieks-Romeins worstelen
- 1906:  Tussenliggende Spelen in Athene
- 1908: 5e OS in Londen

### Gewichtheffen

#### Gewichtheffen met 1 hand
- 1906: 8e Tussenliggende Spelen in Athene – 60,4 kg

#### Gewichtheffen met 2 handen
- 1906: 7e Tussenliggende Spelen in Athene – 108,5 kg

### Atletiek

#### polsstokspringen
- 1907:  BK AC – 3,10 m
- 1912:  BK AC – 2,90 m

#### kogelstoten
- 1907:  BK AC – 10,55 m
- 1909:  BK AC – 11,38 m
- 1910:  BK AC – 11,85 m
- 1911:  BK AC – 12,14 m
- 1912:  BK AC – 11,25 m
- 1913:  BK AC – 10,81 m
- 1914:  BK AC – 10,62 m

#### discuswerpen
- 1911:  BK AC – 29,90 m